# Davide Di Veroli
Davide Di Veroli, född 18 augusti 2001, är en italiensk fäktare som tävlar i värja.

## Karriär
Vid världsmästerskapen i fäktning 2023 i Milano tog Di Veroli silver individuellt i värja samt guld tillsammans med Gabriele Cimini, Andrea Santarelli och Federico Vismara i lagtävlingen i värja.